# كارلوس خيرونيمو
كارلوس خيرونيمو (بالإسبانية: Carlos Jerónimo)‏ هو لاعب كرة قدم مكسيكي، ولد في 31 أغسطس 1990. لعب مع Potros UAEM ‏.

## وصلات خارجية
- كارلوس خيرونيمو على موقع قاعدة بيانات كرة القدم.إي يو (الإنجليزية)